# Nina Patera
La Nina Patera è una struttura geologica della superficie di Io.